# Koenigsegg Jesko
Koenigsegg Jesko är en supersportbil som den svenska biltillverkaren Koenigsegg introducerade på Genèvesalongen i mars 2019.
Koenigsegg Jesko är uppkallad efter Christian von Koenigseggs far. Bilen är något större än sina föregångare för en rymligare interiör. Motorn är Koenigseggs V8 med dubbla turboaggregat. Med bensin i tanken är toppeffekten 1300 hk, med E85 som bränsle utvecklar motorn 1625 hk. Bilen är också fyrhjulsstyrd vilket ger en bättre kurvtagning. Koenigsegg uppger toppfarten på modellen Jesko Absolut (den modell som är inriktad för topphastighet) till 330 mph, motsvarande 533 km/h. Priset startar på 3 miljoner dollar.